# Tibor Revesz-Long
Tibor Revesz-Long est né le 1er juin 1902 à Budapest en Autriche-Hongrie. C'est un médecin généraliste qui est entré en Résistance contre les Allemands lors de la Seconde Guerre mondiale. Il est décédé le 2 novembre 1976 à Crest en France.
Il a accolé le nom de naissance de son épouse à son nom hongrois Revesz lors de son mariage avec Mauricette Long, fille de Maurice Long, avocat, député de la Drôme puis Gouverneur Général de l'Indochine Française.

## Sa jeunesse
Il est étudiant en médecine à Vienne en Autriche puis termine ses études à Paris où il devient médecin généraliste.

## La seconde guerre mondiale
Il est affecté comme médecin au Service de santé des armées puis est démobilisé après l'Armistice du 22 juin 1940. Il s'installe alors dans la Drôme. En 1943, il quitte Crest pour l'Angleterre. Il entre rapidement dans la résistance et se dirige vers le domaine des communications. Il est nommé Inspecteur national des transmissions par Jean Fleury, chef du BCRA. Son nom de code est Latin. Il prend alors pour adjoint Gustave André. En 1944, lors du débarquement, il est chargé des communications entre les FFI et l'Angleterre. Il est fait Compagnon de la Libération en 1945.

## L'après guerre
Il reprend son métier de médecin généraliste à Crest jusqu'en 1973. Il est inhumé au cimetière de Chabrillan (Drôme) où il résidait.

## Décorations et Distinctions
- Commandeur de la Légion d'honneur
- Compagnon de la Libération par décret du 24 Mars 1945[5]
- Commandeur de l'ordre national du Mérite
- Croix de guerre 1939–1945 (2 palmes)
- King's Medal for Courage in the Cause of Freedom (GB)

### Hommage
Un collège de la ville de Crest porte son nom. En septembre 2015, une cérémonie en son honneur a eu lieu à Chabrillan.